# (12132) Wimfröger
(12132) Wimfroger, désignation internationale (12132) Wimfröger, est un astéroïde de la ceinture principale.

## Description
(12132) Wimfroger est un astéroïde de la ceinture principale. Il fut découvert le 24 septembre 1960 à l'observatoire Palomar par Cornelis Johannes van Houten, Ingrid van Houten-Groeneveld et Tom Gehrels. Il présente une orbite caractérisée par un demi-grand axe de 2,66 UA, une excentricité de 0,14 et une inclinaison de 3,0° par rapport à l'écliptique.

## Compléments